# Aleksandar Boljević
Aleksandar Boljević (* 12. Dezember 1995 in Podgorica) ist ein montenegrinischer Fußballspieler, der zuletzt bei Hapoel Tel Aviv unter Vertrag stand.

## Karriere

### Verein
In seiner Jugend spielte er in Montenegro beim FK Zeta Golubovci. Dort bestritt er auch seine ersten Profispiele.
2014 wechselte Boljević zum niederländischen Verein PSV Eindhoven, zunächst für ein halbes Jahr im Rahmen einer Leihe. Mit Beginn der Saison 2014/15 erfolgte der endgültige Vereinswechsel. Bei Eindhoven stand er allerdings nur ein einziges Mal im Kader der ersten Mannschaft. Ansonsten spielte er in der Reserve-Mannschaft, die an der ersten Division, der zweithöchsten niederländischen Liga, teilnimmt.
Zu Beginn der Saison 2016/17 wechselte er mit einem Vertrag für zunächst zwei Jahre zum belgischen Verein Waasland-Beveren, der in der ersten Division, der höchsten belgischen Liga, spielt.
Zu Beginn der Saison 2019/20 erfolgte ein Wechsel nach Standard Lüttich. Nachdem er dort seit Mitte November 2020 nicht mehr gespielt hatte, wurde Ende Januar 2021 eine Ausleihe für den Rest der Saison mit anschließender Kaufoptipon zur KAS Eupen vereinbart. Mitte Juni 2021 gab die KAS Eupen bekannt, dass sie die Kaufoption nicht ausübe und auch die Ausleihe nicht verlängere.
In der Saison 2021/22 gehörte er wieder zum Kader von Standard, bestritt aber kein Spiel für den Verein. In der Saison 2022/23 bestritt er 7 von 22 möglichen Ligaspielen, davon sechs zu Saisonbeginn. Dazu kam eine Einwechselung kurz vor Schluss Ende Oktober 2022 gegen den SV Zulte Waregem.
Ende Januar 2023 wechselte er zu Hapoel Tel Aviv, bei dem er einen Vertrag bis zum Ende der Saison unterzeichnete. Hier bestritt er alle möglichen 14 Ligaspiele. Seit Ablauf dieses Vertrages ist er ohne Verein.

### Nationalmannschaft
In den Jahren 2012 und 2013 betritt Boljević einige Freundschaftsspiele für die U 19-Nationalmannschaft. In den Folgejahren nahm er neben weiterer Freundschaftsspiele auch an Qualifikationsspielen zur U 21-Fußball-Europameisterschaft 2015 und 2017 mit der U 21-Nationalmannschaft teil. Zu einer Qualifikation für die Endrunde kam es jeweils nicht.
Seit 2018 nahm er mit der A-Nationalmannschaft an der UEFA Nations League sowie an der Qualifikation zur Europameisterschaft 2020 teil.